# Pozsony–Marchegg-vasútvonal
A Pozsony–Marchegg-vasútvonal egy vasútvonal Szlovákiában, amely Dévényújfalun keresztül összeköti Pozsonyt az osztrák Marcheggel (ÖBB). A vasútvonal jelölése 100-as fővonal. A vasútvonal a határ előtti ívig kétvágányú és villamosított.

## Története
A Bécs és Budapest vasúti összekötésére fordított erőfeszítések már 1836-ban megkezdődtek. Kezdetben azonban nagy viták voltak arról, hogy vajon a Duna bal, vagy jobb partján építsék-e meg a vonalat. Két vállalat rivalizált egymással a vasútépítés jogának megszerzéséért. Habár a magyar kormány a jobb partot támogatta, és a vasút építése is Győrön keresztül kezdődött meg 1838-ban, az ausztriai pénzügyi válság miatt a konzorcium visszalépett. A magyar kormány ezért 1841-ben úgy döntött, hogy a Pestről Bécsig vezető gőzüzemű vasút a Duna bal partján fog megépülni, a Pozsony–Nyitra–Vác–Budapest útvonalon haladva. A monarchia központjainak összekötésére indult verseny ekkor véget ért, 1846 július 15-én megnyitották a pest–váci viszonylatot, majd ezt követően alig két évvel később 1848. szeptember 20-án elkészült a Pozsonyt Marchegg-gel összekötő vonalszakasz.
A vasúti pályán több kifinomult alépítményt is el kellett készíteni, mint például a 474 méter hosszú Morva folyó hídját, a lamacsi bevágást, a 215 méter hosszú és 17 méter magas Vörös hidat és végül a 703,6 méter hosszú alagutat. A Pozsony–Marchegg-vasútvonal volt az első vasútvonal, amely a mai Szlovákia területén található. A Pozsony-Vác szakasz 1850. december 16-ai elkészülése után ez lett az Osztrák-Magyar Monarchia egyik legfontosabb útvonala a Kaiser Ferdinands-Nordbahn mellett. Erre haladt a híres Orient expressz.
2015 novemberében elkezdték a Dévényújfalu–Marchegg szakasz villamosítását, amelynek várható összköltsége 44 millió euró.

## Állomások és megállóhelyek
- Pozsony főpályaudvar – kereszteződés az alábbi vonalakkal: 110 (Pozsony–Břeclav), 120 (Pozsony–Zsolna), 130 (Pozsony–Párkány) és 132 (Pozsony–Hegyeshalom)
- Vöröshíd megállóhely –  kereszteződés az alábbi vonallal: 110 (Pozsony–Břeclav)
- Lamacs vasútállomás –  kereszteződés az alábbi vonallal: 110 (Pozsony–Břeclav)
- Dévényújfalu vasútállomás – kereszteződés az alábbi vonallal: 110 (Pozsony–Břeclav)
  - vége a villamosított vonalnak
- határátlépés  és  között
- Marchegg vasútállomás (ÖBB)

## Galéria

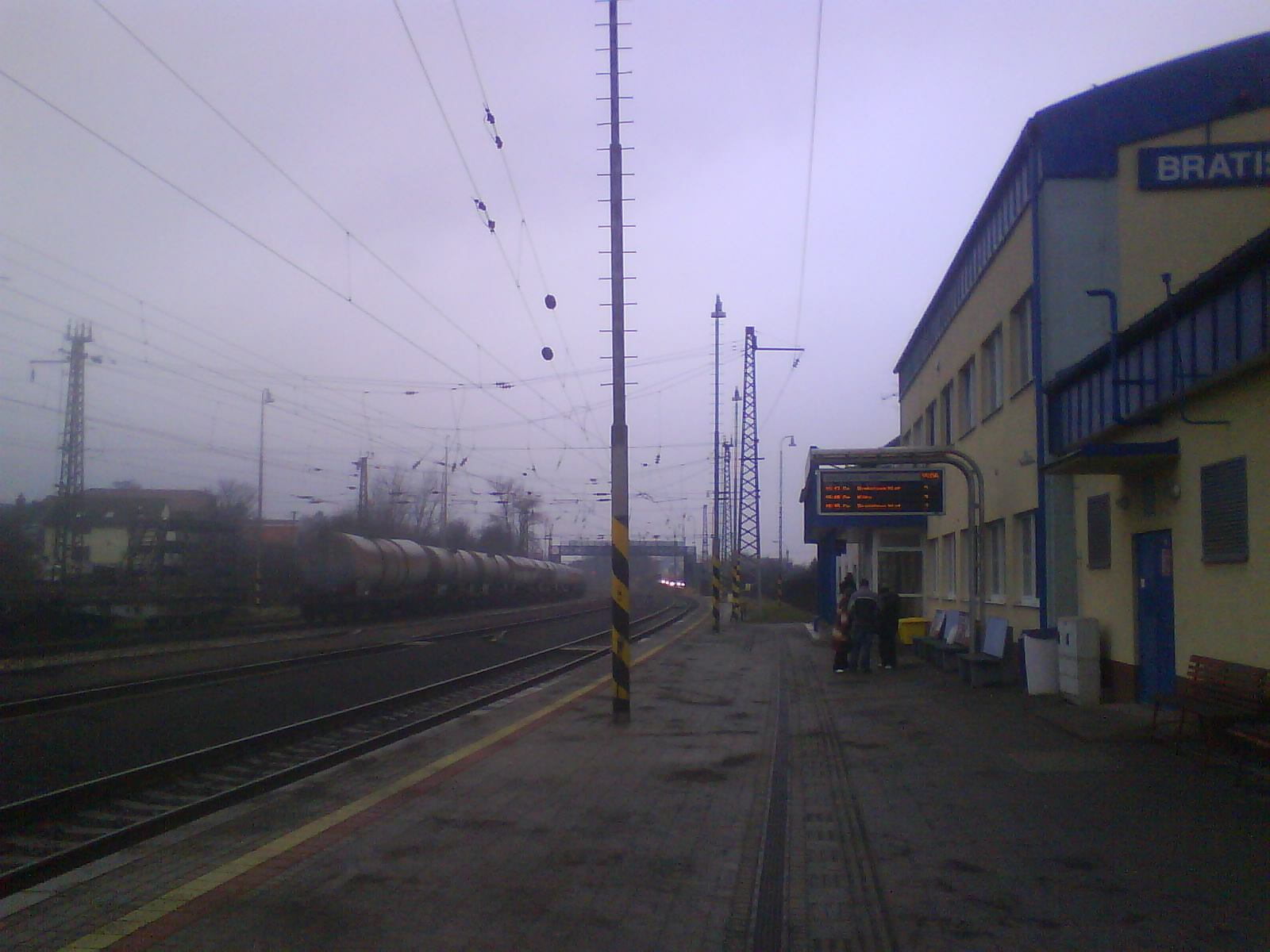
Lamacs vasútállomás
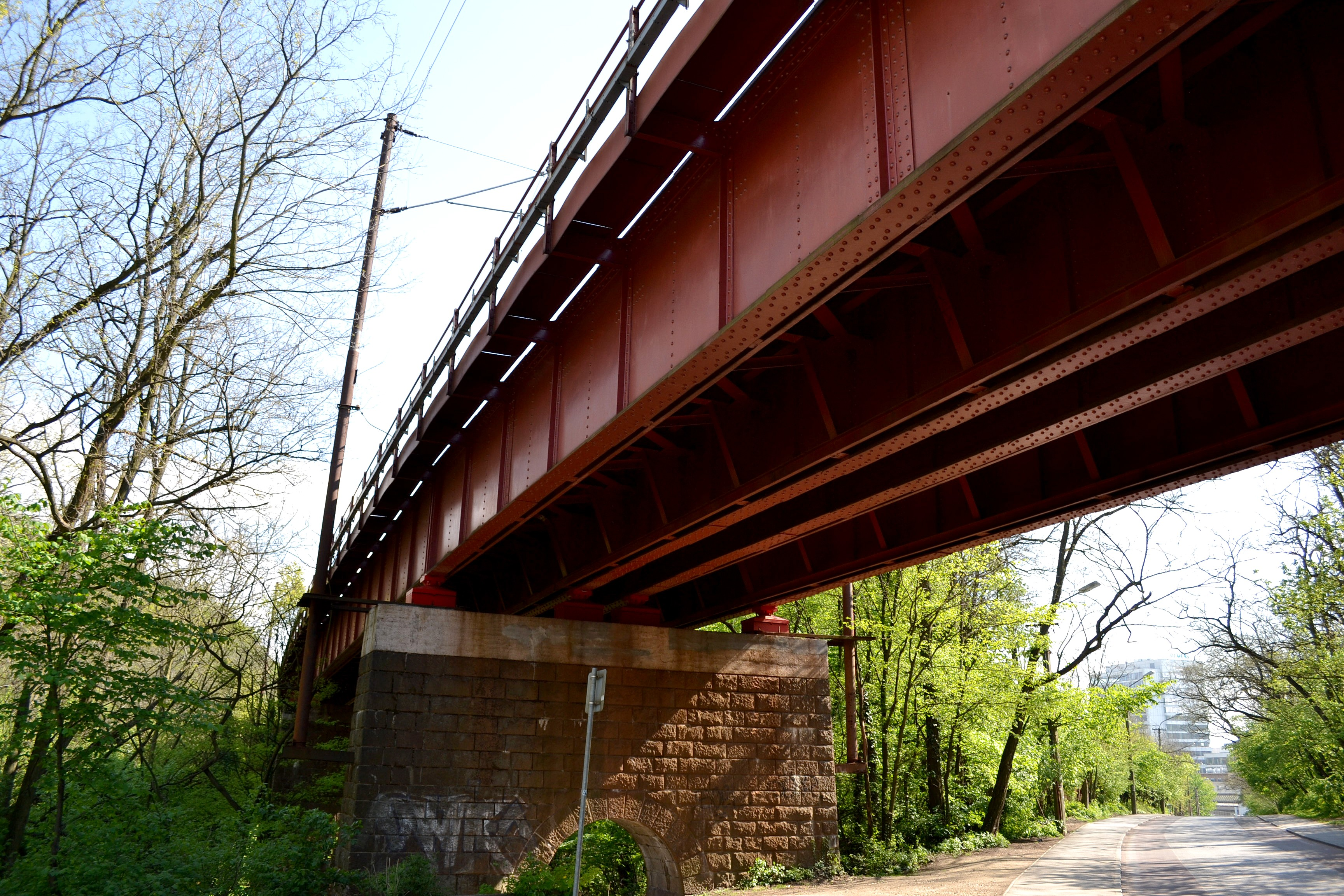
Vörös híd alulról
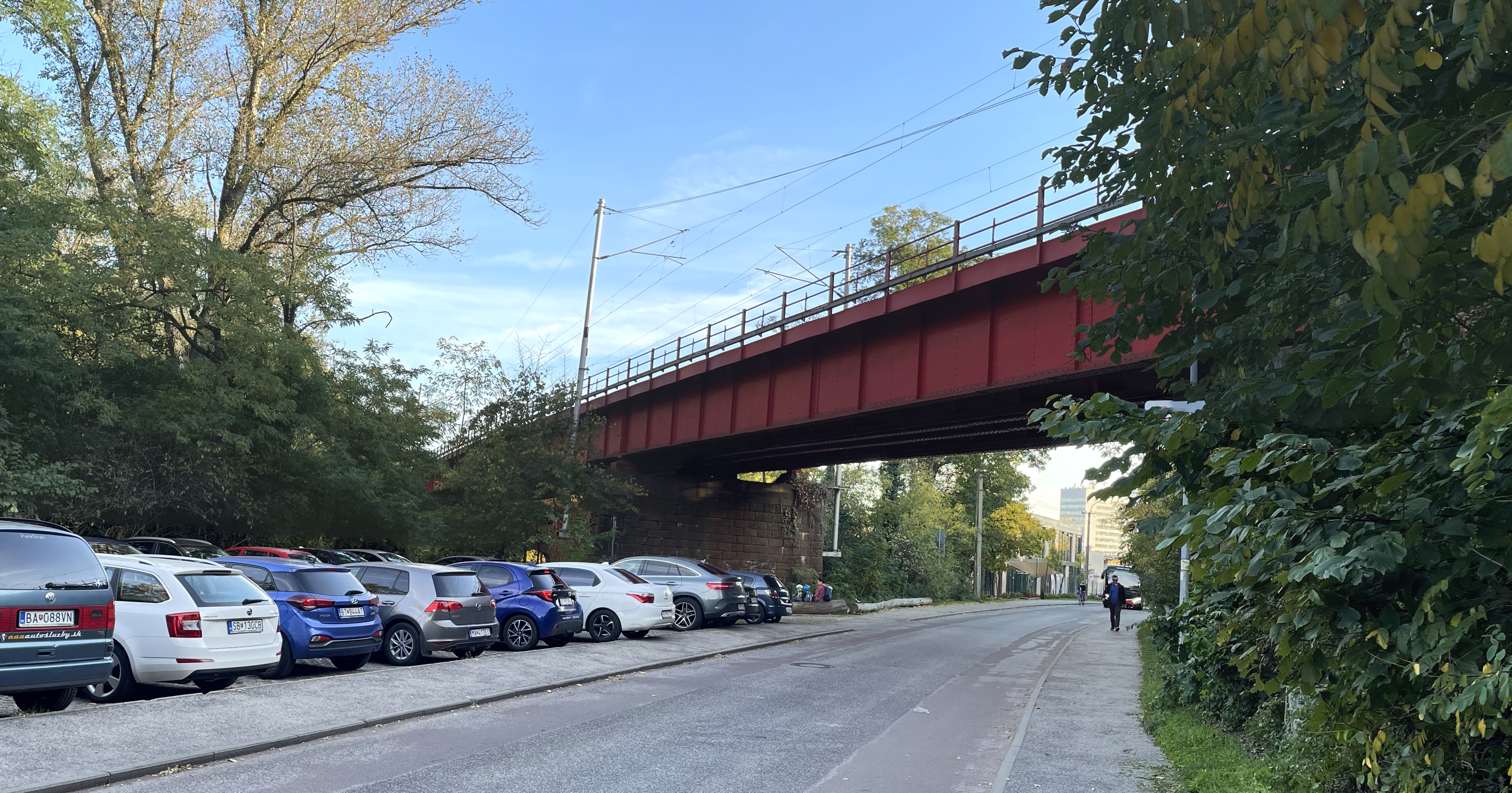
Vörös híd oldalról
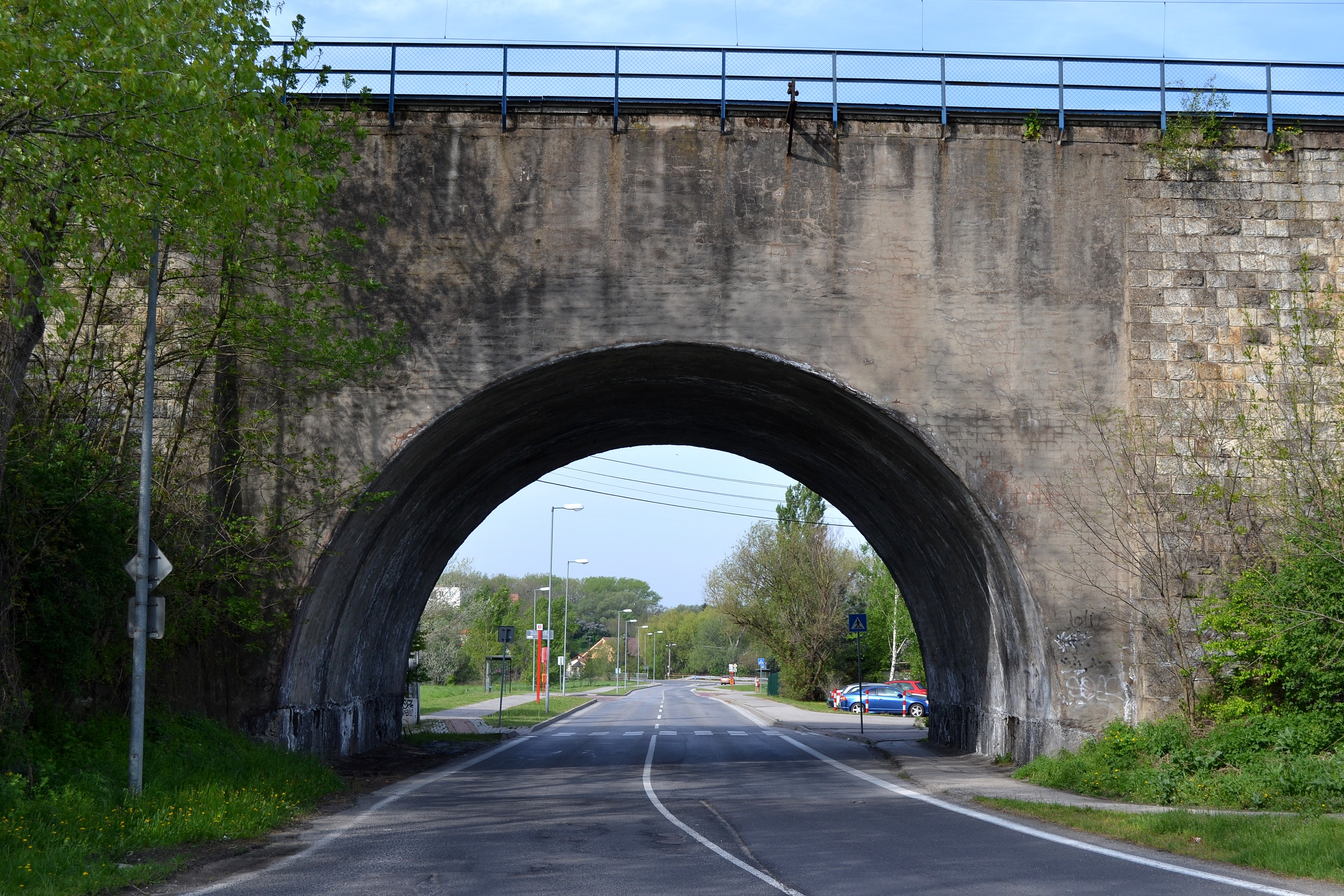
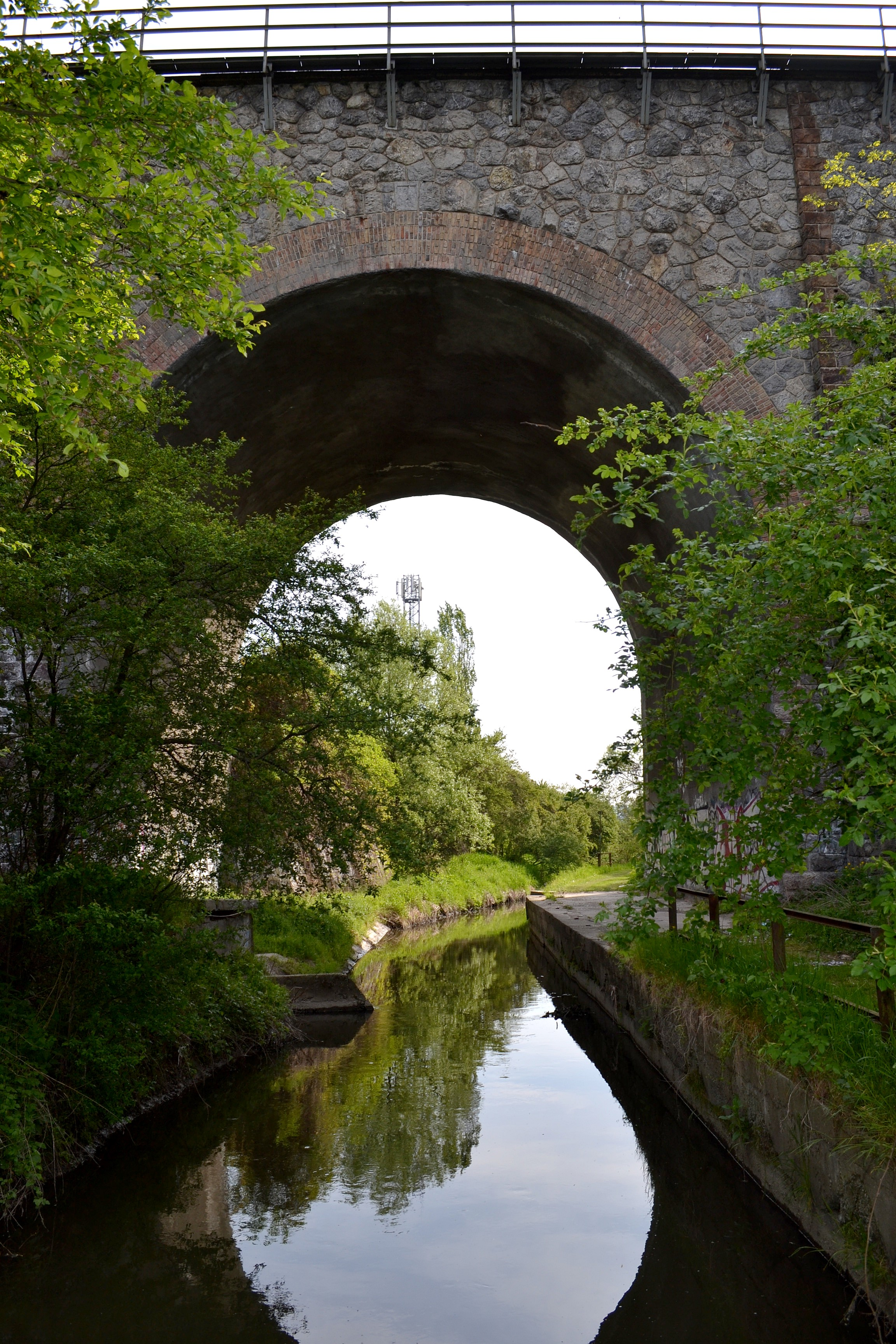
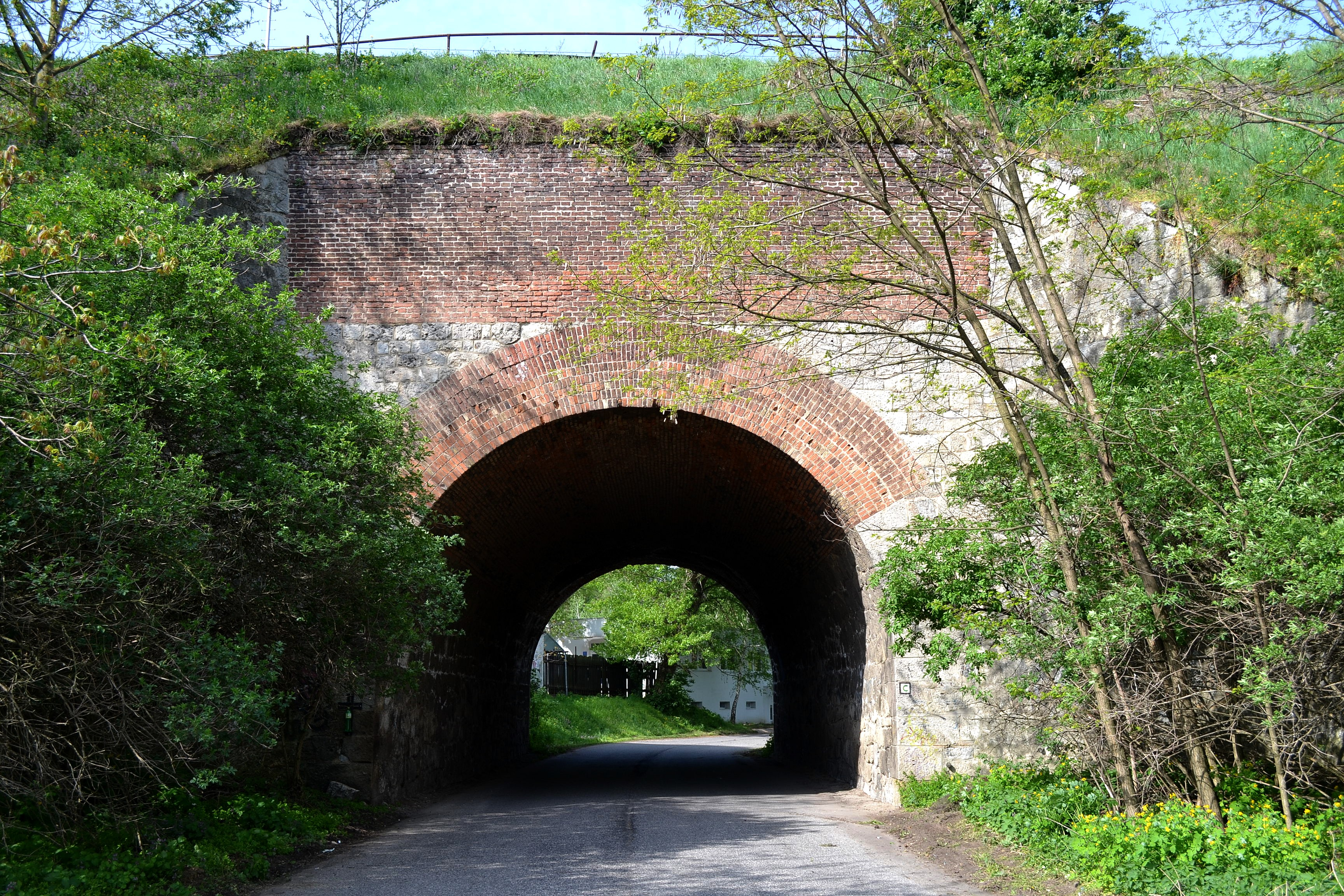
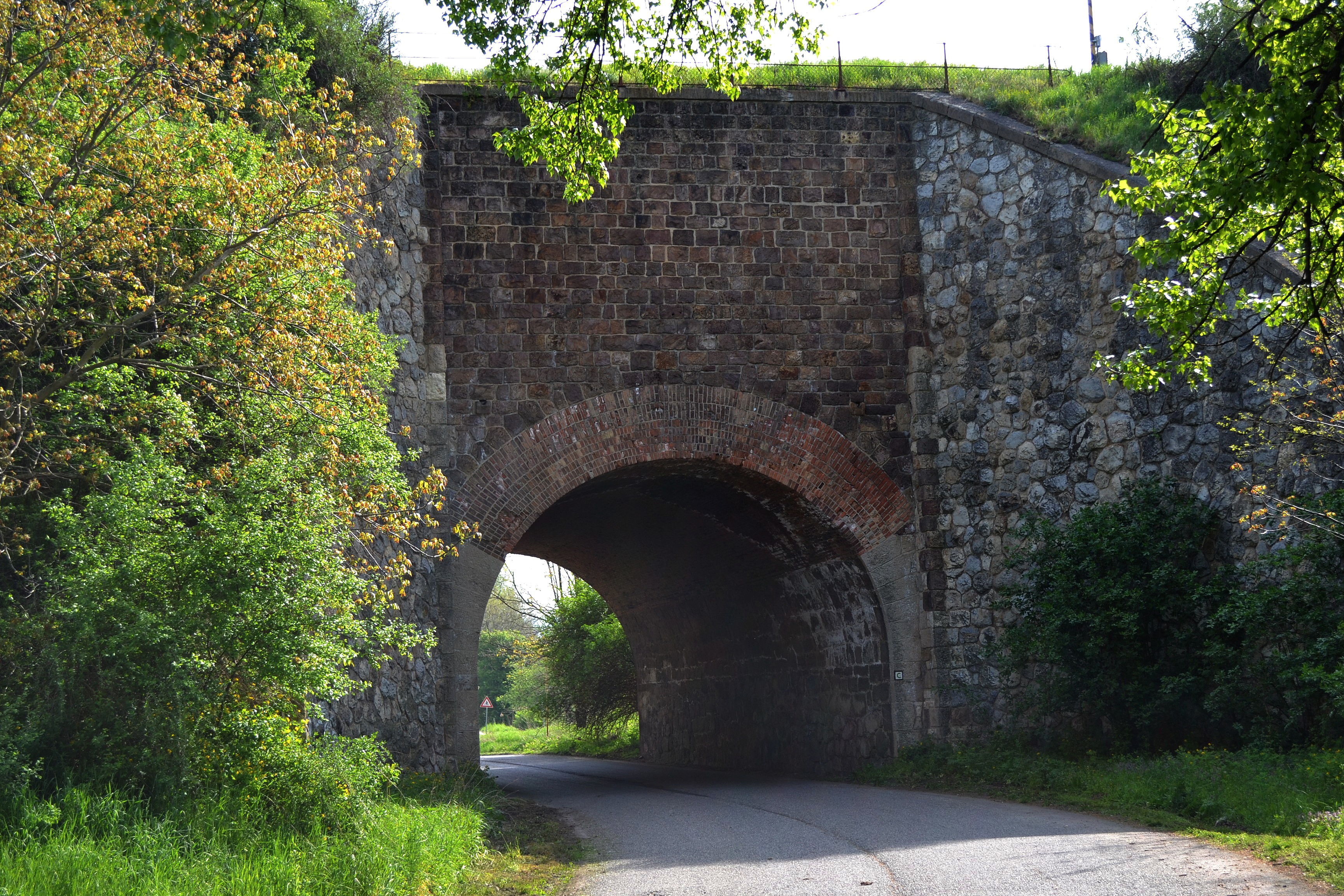
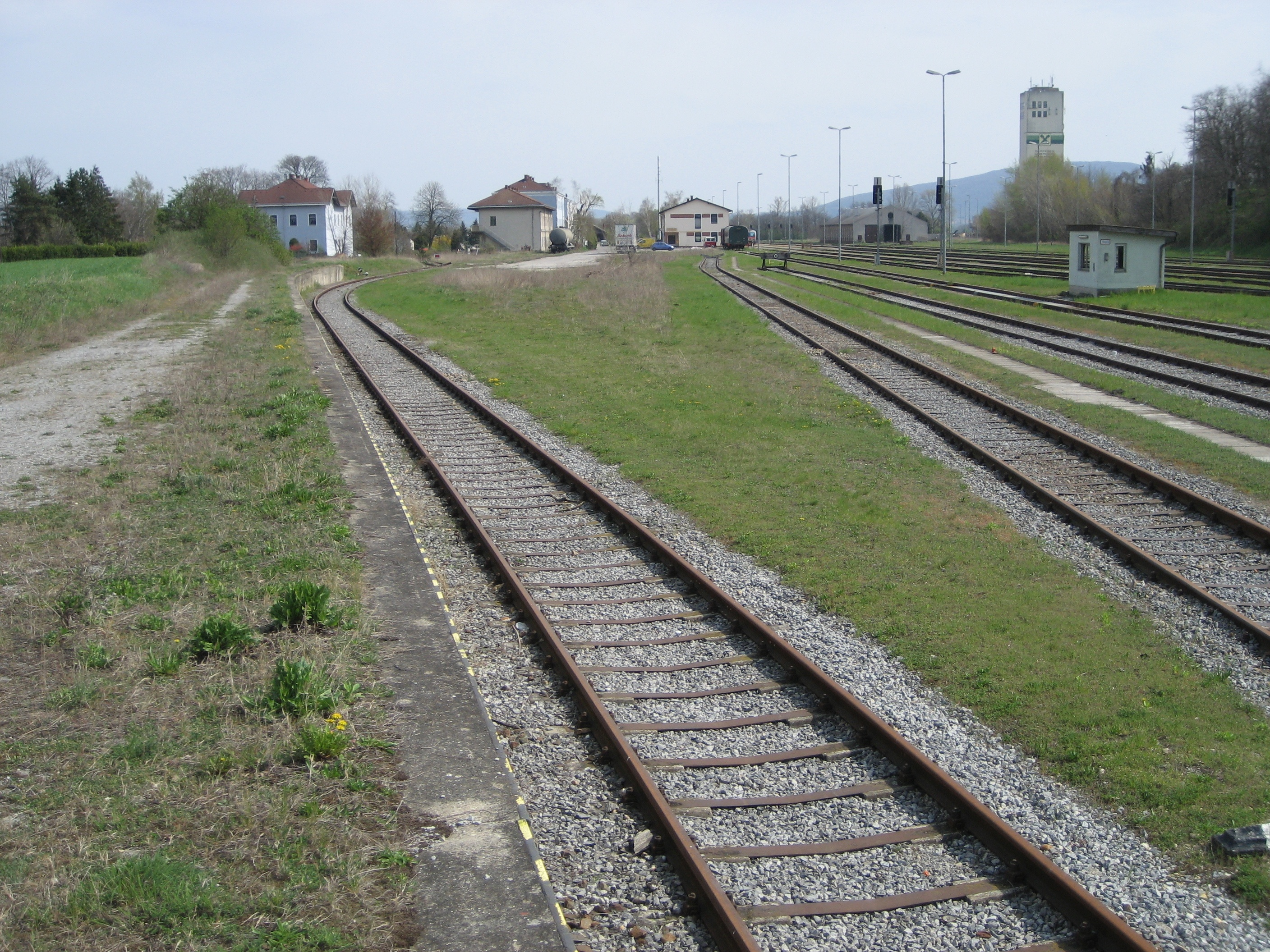
Marchegg vasútállomás

## Fordítás
- Ez a szócikk részben vagy egészben  a(z)   Železničná trať Bratislava – Marchegg című szlovák Wikipédia-szócikk fordításán alapul.  Az eredeti cikk szerkesztőit annak laptörténete sorolja fel. Ez a jelzés csupán a megfogalmazás eredetét és a szerzői jogokat jelzi, nem szolgál a cikkben szereplő információk forrásmegjelöléseként.